# Filip Wittelsbach
Filip zw. Szczerym a. Szlachetnym, niem. Philipp der Aufrichtige, der Edelmütige (ur. 14 lipca 1448 w Heidelbergu, zm. 28 lutego 1508 w Germersheim) – hrabia Górnego Palatynatu w 1474–1476, następnie hrabia-palatyn reński i elektor Rzeszy w 1476–1508, książę bawarski na Landshut w 1503–1505, z reńskiej linii dynastii Wittelsbachów.

## Życiorys
Urodził się jako jedyny syn Ludwika IV Łagodnego (1424–1449), palatyna reńskiego, i jego żony Małgorzaty Sabaudzkiej (1410–1479). Jako jednoroczne dziecko został adoptowany przez stryja i następcę ojca Fryderyka (1425–1476). W 1474 ożenił się z Małgorzatą (1456–1501), księżniczką Landshut, córką Ludwika IX Bogatego (1417–1479) i Amelii saskiej (1435–1502). Po zawarciu małżeństwa otrzymał od stryja Górny Palatynat jako oprawę dziedzicznego palatyna.
Po bezpotomnej śmierci opiekuna, 12 grudnia 1476 objął rządy w Palatynacie Reńskim. Wraz ze śmiercią Jerzego Bogatego (1455–1503), z mocy Złotej Bulli Karola IV został jego następcą w księstwie bawarskim na Landshut. Jednocześnie uznał prawo swoich wnuków Ottona Henryka (1502–1559) i Filipa (1503–1548) do dziedziczenia po kądzieli tych ziem, sam przyjmując rolę opiekuna chłopców. Tymczasem o schedę po Jerzym wystąpił książę Bawarii Albrecht IV Mądry (1447–1508) utrzymując, że podopieczni Filipa nie posiadają prawa dziedziczenia, gdyż ich ojcem był dawny biskup Fryzyngi Rupert Cnotliwy (1481–1504), którego śluby kapłańskie uznał za niezbywalne. W konsekwencji to właśnie Albrecht objął faktyczne rządy w Landshut, co było bezpośrednią przyczyną wybuchu wojny sukcesyjnej. Została ona zakończona dopiero porozumieniem zawartym 30 lipca 1505 w Kolonii i zatwierdzonym przez cesarza Maksymiliana I (1459–1519). Na jego mocy Filip zrzekł się księstwa na rzecz Albrechta, jednak zabezpieczył dla wnuków wydzielony z tego terytorium Palatynat Neuburski.
Pozostał przy rządach w Palatynacie Reńskim, skupiając się na rozwoju gospodarczym i kulturalnym kraju. Był mecenasem kultury i nauki, ufundował i wyposażył bibliotekę Uniwersytetu Heidelberskiego. Sprowadzał uznanych uczonych, m.in. Johanna von Dalberga (1445–1503), prawnika i humanistę, który stał się wychowawcą jego dzieci.
Zmarł w 1508 i został pochowany w kościele św. Ducha w Heidelbergu. Następcą Filipa został jego najstarszy syn Ludwik V (1478–1544).

## Rodzina
W 17 kwietnia 1474 w Ambergu ożenił się z Małgorzatą (1456–1501), księżniczką Landshut, córką Ludwika IX Bogatego (1417–1479) i Amelii saskiej (1435–1502). Z małżeństwa pochodziło czternaścioro dzieci:
- Ludwik V (1478–1544), elektor reński w 1508–1544, ⚭ Sybilla (1489–1519), księżniczka bawarska, córka Albrechta IV Mądrego (1447–1508) i Kunegundy Habsburżanki (1465–1520)
- Filip (1480–1541), biskup Fryzyngi w 1498–1541 i Naumburga w 1517–1541;
- Rupert zw. Cnotliwym (1481–1504), biskup Fryzyngi w 1495–1498, ⚭ Elżbieta (1478–1504), księżniczka Landshut, córka Jerzego Bogatego (1455–1503) i Jadwigi Jagiellonki (1457–1502);
- Fryderyk II zw. Mądrym (1482–1556), elektor reński w 1544–1556, ⚭ Dorota (1520–1580), księżniczka Danii i Norwegii, córka Chrystiana II (1481–1551) i Izabeli Elżbiety Rakuszanki (1501–1526)
- Elżbieta (1483–1522) ⚭ 1) Wilhelm III Młodszy (1471–1500), landgraf Górnej Hesji, syn Henryka III Bogatego (1440–1483) i Anny z Katzenelnbogen, 2) Filip (1479–1531), margrabia Badenii-Sponheim, syn Krzysztofa (1453–1527), margrabiego Badenii, i Otylii z Katzenelnbogen (ok. 1451–1517);

- Jerzy (1486–1529), biskup Spiry w 1515–1529;
- Henryk (1487–1552), biskup Wormacji i Utrechtu w 1523–1541 oraz Fryzyngi w 1541–1552;
- Jan (1487–1538), biskup Ratyzbony w 1507–1538;
- Amelia (1490–1525) ⚭ Jerzy I (1493–1531), książę pomorski, syn Bogusława X Wielkiego (1454–1523) i Anny Jagiellonki (1476–1503);
- Barbara (1491–1505)
- Helena (1493–1524) ⚭ Henryk V Zgodny (1479–1552), książę Meklemburgii, syn Magnusa II (1441–1503) i Zofii Erykówny (1462–1504);
- Wolfgang (1494–1558) palatyn Neumarkt w 1524–1558;
- Otto Henryk (1496)
- Katarzyna (1499–1526), ksieni benedyktynek w Heidelbergu w 1515–1526.